# Ирис безлистный
И́рис безли́стный, или И́рис ви́льчатый, или Каса́тик безли́стный, или Каса́тик ви́льчатый (лат. Iris aphylla) — многолетнее травянистое растение; вид рода Ирис (Iris) семейства Ирисовые (Iridaceae).

## Ботаническое описание

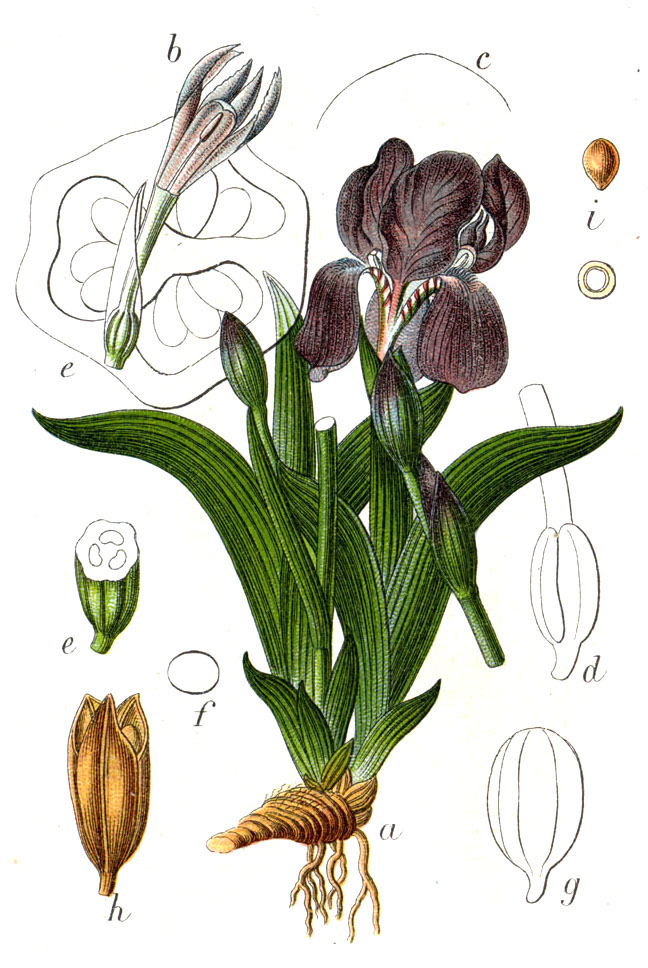

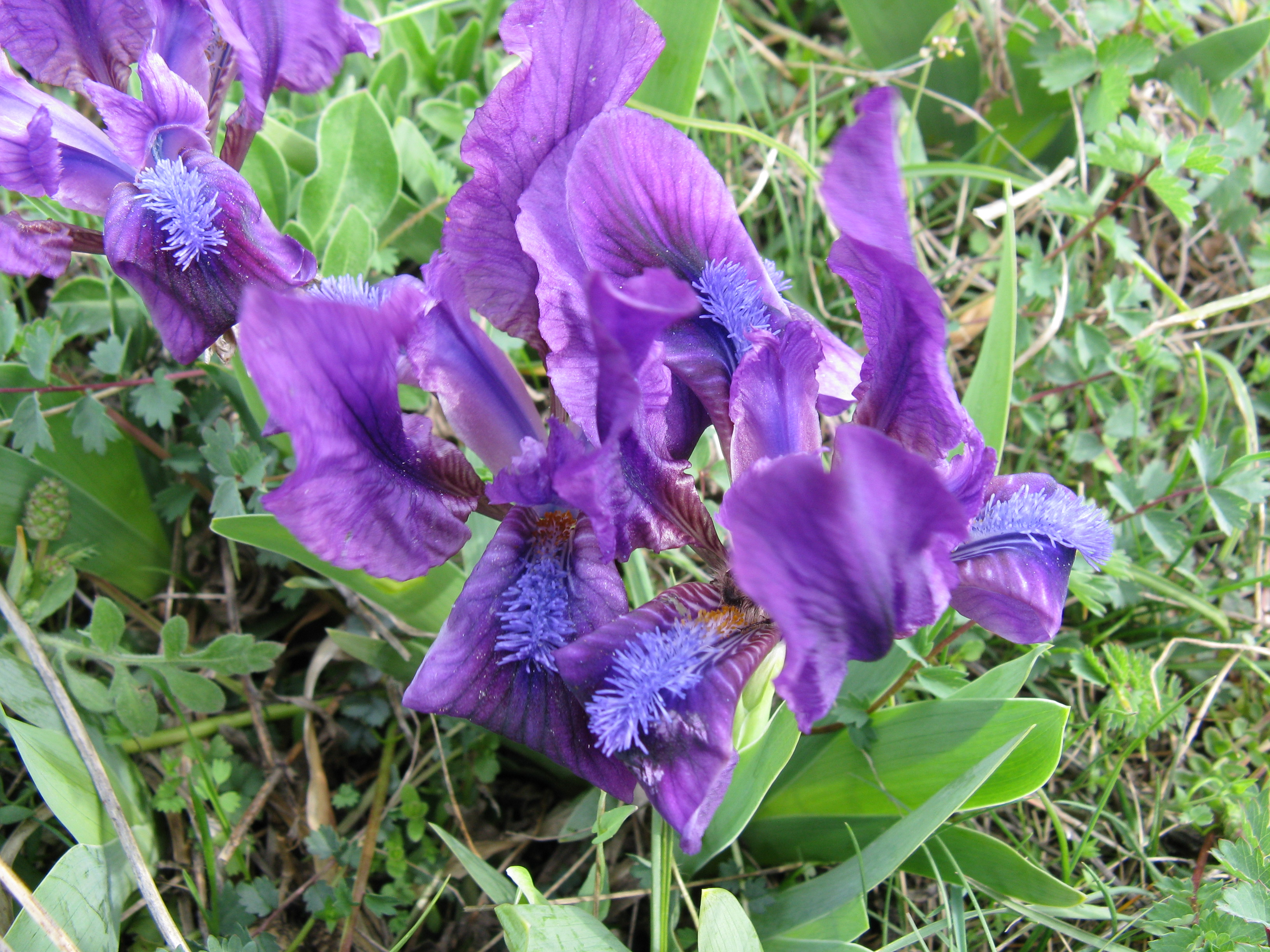
Цветущее растение

Многолетний короткокорневищный поликарпик. Корневище укороченное, 1,5—2 см толщиной, ползучее. Стебель прямостоячий, от основания ветвистый, 15—30 (до 50) см высотой, голый. Прикорневые листья линейно-мечевидные, 15—25 мм шириной и 25—35 (40) см длиной, обычно длиннее цветоносов, серповидно изогнутые, в верхней трети расширенные; к зиме листья полностью опадают, весной появляются позже цветоносов (отсюда и видовое название «безлистный»). Листочки обёртки в числе 2, продолговато-яйцевидные, сильно вздутые, травянистые, зелёные, нередко с пурпурными жилками. Цветки ярко-фиолетовые, располагаются на длинных цветоносах по 2, обычно без запаха. Трубка околоцветника в 2 раза превышает завязь. Наружные доли околоцветника обратнояйцевидные, постепенно суженные в ноготок; внутренние — сразу суженные в ноготок. Плод — продолговато-трёхгранная коробочка 3—4 (5) см длиной, к обоим концам постепенно суженная. Число хромосом: 2n=24.
Лугово-степной вид, произрастающий по лесным полянам и опушкам, в зарослях кустарников, по лугово-степным склонам балок. Мезофит, гемиэфемероид. Цветёт в первой половине мая, семена созревают в июле; размножение преимущественно семенное. Энтомофил, зоохор. Мирмекохор, сциогелиофит, криптофит (геофит).
В культуре коробочек образуется 38,3-44,7 %, в природе — 14,5-21,1 %. Развитие монокарпического побега продолжается 27-28 месяцев. Полевая всхожесть семян — 60-80 %.

## Распространение и местообитание
Европейский вид, распространённый от Атлантического побережья до Кавказа и Волги на востоке.
- в России: Европейская часть (Липецкая, Орловская, Рязанская, Курская, Московская, Пензенская, Саратовская, Ростовская обл.; Республики Татарстан, Чувашская); Среднее Поволжье (Попереченская степь, Кунчеровская и Островцовская лесостепь); Северный Кавказ: КЧР, Республика Ингушетия, Дагестан, Краснодарский край.
- в мире: Европа — Средняя (юго-восток), Восточная (Молдова, Украина, Беларусь (Припятское Полесье)); Средиземноморье (Балканский полуостров); Малая Азия; Кавказ)[2].

## Синонимика
По данным The Plant List на 2010 год, в синонимику вида входят:
- Iris aphylla subsp. dacica (Beldie) Soó
- Iris aphylla subsp. fieberi (Seidl) Dostál
- Iris aphylla subsp. hungarica Hegi
- Iris aphylla f. major (Zapal.) Soó
- Iris aphylla subsp. nudicaulis (Lam.) O.Schwarz
- Iris aphylla var. polonica Blocki ex Asch. & Graebn.
- Iris babadagica Rzazade Golneva
- Iris bifurca Steven ex Baker
- Iris bisflorens Host
- Iris bohemica F.W.Schmidt
- Iris breviscapa Opiz
- Iris clusiana Tausch
- Iris dacica Beldie
- Iris diantha K.Koch
- Iris duerinckii Buckley
- Iris extrafoliacea J.C.Mikan ex Pohl
- Iris falcata Tausch
- Iris fieberi Seidl
- Iris furcata M.Bieb.
- Iris furcata var. diantha (K.Koch) Grossh.
- Iris hungarica Waldst. & Kit.
- Iris hungarica subsp. dacica (Beldie) Prodán
- Iris hungarica f. minor Simonk.
- Iris hungarica var. subtriflora (Fieber ex Klatt) Nyman
- Iris melzeri Prodán
- Iris nudicaulis Lam.
- Iris nudicaulis var. clusiana (Tausch) Nyman
- Iris nudicaulis subsp. fieberi (Seidl) Nyman
- Iris perrieri Simonet ex N.Service
- Iris polonica Fomin & Bordz.
- Iris reflexa Berg
- Iris rigida Sieber ex Klatt
- Iris sabina N.Terracc.
- Iris schmidtii Baker
- Iris subtriflora Fieber ex Klatt
- Iris tenorei Parl.

## Охранный статус

### В России
В России вид входит в многие Красные книги субъектов Российской Федерации: Белгородской, Брянской, Волгоградской, Воронежской, Курской, Липецкой, Нижегородской, Московской, Орловской, Пензенской, Ростовской, Самарской, Саратовской и Тульской областей, республик Адыгея, Дагестан, Ингушетия, Мордовия и Чувашия, а также Краснодарского и Ставропольского края.
Растёт на территории нескольких особо охраняемых природных территорий России.

### На Украине
Решением Луганского областного совета № 32/21 от 03.12.2009 г. входит в «Список регионально редких растений Луганской области».